# Бронзування

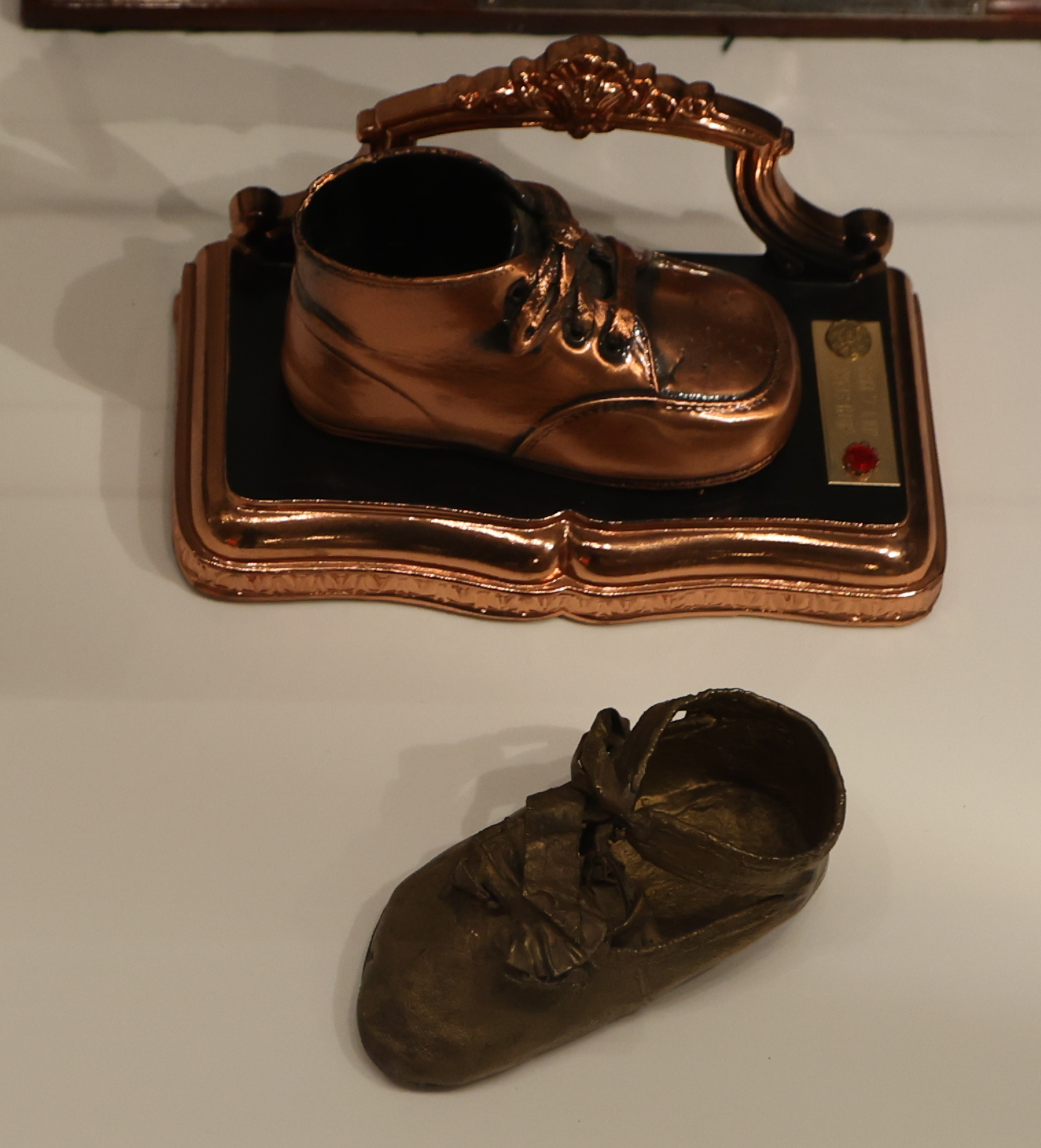
Приклад бронзування дитячого взуття

Бронзува́ння (англ. bronzing) — нанесення на поверхню металевих виробів захисного шару бронзи (олов'янистої) або надання їм бронзового відтінку. Бронзуванням називають також надання неметалевим виробам металевого (бронзового) блиску за допомогою спеціальних порошків

## Методи отримання
Виконують електролітичним способом (гальванічні покриття), металізацією, фарбуванням бронзовими лаками — сумішшю бронзувальних порошків з масляними або спиртовими лаками та хімічним обробленням поверхні.
Бронзування електролітичним методом застосовується для отримання покриття жовтою бронзою (вміст олова у сплаві не більше від 20 %) і білою бронзою (вміст олова у сплаві 40-45 %).
Для осадження жовтої бронзи рекомендується електроліт такого складу (г/л) та режимів:
| станат натрію (Na2SnO3)       | 30…35 |
| ціанід міді(I), CuCN          | 70…75 |
| ціанід натрію (вільний), NaCN | 10…15 |
| їдкий натр (вільний), NaOH    | 8…10  |
| температура, °C               | 60…70 |
| густина струму, А/дм²         | 1…3   |

Аноди — бронзові, литі того ж складу, що й покриття, яке отримується.
Для осадження білої бронзи рекомендується такий склад (г/л) та режими бронзування:
| станат натрію (Na2SnO3)       | 30…35 |
| ціанід міді(I), CuCN          | 15…20 |
| ціанід натрію (вільний), NaCN | 12…15 |
| їдкий натр (вільний), NaOH    | 8…10  |
| температура, °C               | 65…70 |
| густина струму, А/дм²         | 2…3   |

Матеріал анода — сталь марки 12Х18Н9Т.

## Використання

### Бронзування металевих виробів електролітичним способом
Покриття жовтою бронзою застосовують в основному для захисту сталевих виробів від корозії в середовищі холодної та киплячої водопровідної води. При товщині покриття ≥ 20 мкм навіть після 30 діб безперервних випробувань корозія основи не проявляється.
Бронзові покриття з 10…12 % олова, одержані електролітичним осадженням, застосовують замість нікелю при захисно-декоративному хромуванні сталевих виробів, а також для місцевого захисту від дифузії азоту у сталь при термічній обробці. Бронзові покриття з 40…45 % олова наносять на деталі радіоапаратури, як заміну срібла при покритті деяких типів електричних контактів а також, наносять з декоративною метою на побутові металеві вироби тощо.

### Бронзування поверхонь неметалевих виробів
Бронзування поверхонь виробів з неметеалевих матеріалів здійснюють металевими порошками (алюмінієвим, бронзовим тощо), розведеними на водному або неводному в'яжучому матеріалі. Застосовують його для внутрішніх і зовнішніх фарбувань поверхні. При внутрішніх роботах бронзовими порошками покривають ліпні і дерев'яні прикраси, вентиляційні решітки, виконують декоративний розпис і накатують рисунки валиками. Є два способи бронзування: бронзування на відлипність (нанесення шару бронзового порошку на підготовлену клеєву поверхню) і фарбування готовою сумішшю, приготовленою з металевим порошком (бронзовий порошок розводять клейовою водою, гліфталевим, олійним або іншим лаком і цією сумішшю покривають поверхню так само, як і звичайними фарбами).
Бронзування використовують і при друці поштових марок шляхом нанесення додаткового тонкого шару бронзового порошку уручну чи за допомогою спеціальних машин (зовні схоже на покриття фольгою) з метою покращення художнього їх оформлення, виділення окремих фрагментів рисунка або тексту.